# Problemas (Aristóteles)

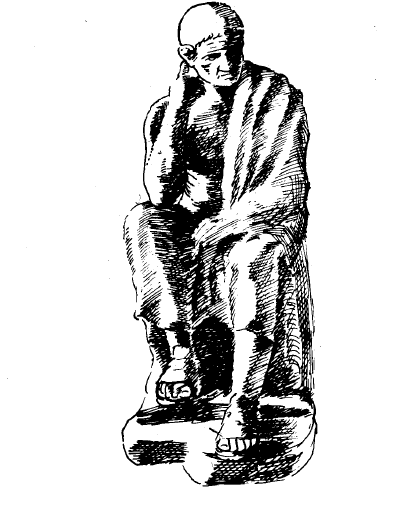
Aunque la autenticidad de los Problemas ha sido cuestionada, Aristóteles remite a la obra en otros tratados.

Los Problemas (en griego: Προβλήματα; en latín: Problemata) o Problemas físicos (en latín: Problemata physikáes) abreviado como Probl, es una colección de cuestiones escritos en un formato de preguntas y respuestas aristotélico o posiblemente pseudo-aristotélico, ya que su autenticidad ha sido cuestionada. Se trata de uno de los tratados más extensos del corpus aristotélico, junto con Historia de los animales y la Metafísica.
La colección, ensamblada gradualmente por la escuela peripatética, alcanzó su forma final en cualquier lugar entre el siglo III a. C. y el siglo VI d. C. El trabajo se divide por tema en 38 secciones, y el conjunto contiene casi 900 problemas. Los temas tratan desde: medicina, ciencias naturales, matemáticas, astronomía, óptica, música, cuestiones judiciales, extractos la mayor parte del Corpus de Teofrasto, pero también de las obras de la escuela hipocrática, y en pocos casos de las obras existentes de Aristóteles.

## Influencia
Los autores posteriores de Problemata incluyen a Plutarco , Alejandro de Afrodisias y Casio Iatrosophista, Cicerón, Séneca, Plinio el Viejo, Aulo Gelio, Ateneo y Galeno. La obra tuvo una notable circulación durante la Edad Media y el Renacimiento, y fue traducida al latín, al árabe y a varias lenguas vernáculas.